# 松下進
松下 進（まつした すすむ、1950年2月6日 - ）は、日本のイラストレーター。
ゲーム情報誌『ファミ通』の表紙イラストや、ガンバ大阪のマスコット・ガンバボーイのデザインなどで知られる。
株式会社ススム・マツシタ・エンタープライズ（略称SME）、株式会社ススム・マツシタ・カンパニーの代表取締役でもある。
夫人はジャズ・ポップ歌手のナオミ・グレース。東京都福生市出身。

## 作風
描かれるキャラの特徴的なものとしては、アメコミのような「濃い」雰囲気を漂わせるキャラクターデザインと目と目の間隔が狭く隣り合ったようなデザインが多い。画材はエアブラシを使用している。

## 経歴
1972年デビュー。東京イラストレーターズソサエティ会員。ニューヨークソサエティ・オブ・イラストレーターズ会員。

## 主な作品

### キャラクターデザイン
- オリックス・バファローズ（プロ野球） - ネッピー・リプシー
  - ブルーウェーブ時代の1991年から（リプシーは1999年から）2010年まで（なお、ネッピーは松下進の長男という設定）。
- 四国アイランドリーグplus（野球独立リーグ）
  - 発足時の四国4チームとリーグ全体のロゴとマスコットを手がけた。
- ガンバ大阪（Jリーグ） - ガンバボーイ（ガンバボーイは松下進の次男でネッピーの弟という設定）
- サッカー日本代表 - カラッペ・カララ
- NECブルーロケッツ（Vリーグ男子） - アポロ
- NECレッドロケッツ（Vリーグ女子） - ルナ
- NECグリーンロケッツ（ジャパンラグビートップリーグ） - マルス
- JXサンフラワーズ（現ENEOSサンフラワーズ）（Wリーグ） - デリス
- スペースワールド（福岡県北九州市のテーマパーク） - ラッキーラビット・ヴィッキーラビット・ヘンドリックス・アントントン・ハリーザキッド・ムニムニ・フランク3000・バロンバーロック・ミスグッドナイト・グランキ
- 長野オリンピック招致マスコット - スノープル
- 日本自動車連盟（JAF） - ジャッキー
- 日本道路公団
- 財団法人全国防犯協会連合会
- NTTドコモ九州（現NTTドコモ九州支社）
- SSK
- am/pm(マスコットキャラクター"デリスくん")
- ファンタジーキッズリゾート
- 英語であそぼ（第1期・第2期番組内アニメーション『たんけんゴブリン島』『ハローエスカルゴ島』）
- 長谷川工務店（現長谷工コーポレーション）マスコットキャラクター「ハセコーくん」

### 雑誌表紙
- コペル21（くもん出版）
- POPEYE（マガジンハウス）
- ファミ通（KADOKAWA Game Linkage） - ネッキー（NECKY THE FOX）
  - 週刊ファミ通
  - 月刊ファミ通ブロス
  - ファミ通PLAYSTATION+
- クロスワードメイト（マガジン・マガジン） - Crossword Clown
- デラックスクロスワード（マガジン・マガジン）
- DVDでーた（角川書店） - DATA KID
- Tokyo Walker（角川書店） - WILLIE WALKER
- 週刊ヤングジャンプ（集英社） - Mac Bear→Buddy Bear・Becky Bear
  - ベアーズクラブ
- ビジネスジャンプ（集英社） - MURPHY MOUSE
- BIC PRESS（ビックカメラ, 日経ホーム出版社）

### 新書表紙
- 頭の体操（第8集以降）（光文社）

### テレビ番組
- ビット・ザ・キューピッド（テレビ東京）
- モンキーマジック（アメリカ・FOXネットワーク）
- 加トちゃんケンちゃんごきげんテレビ（TBS・オープニングアニメ）
- ワールドクイズ ザ・びっくり地球人!（日本テレビ・シンボルマーク）
- 英語であそぼ（NHK教育・番組キャラクター、1990 - 1994年度まで使用）
- ありえへん∞世界（テレビ東京・番組ロゴマーク、2013年6月25日から）

### ゲーム
- エルファリア（ハドソン）（キャラクターデザイン）
- ウィリーウォンバット（ハドソン）（キャラクターデザイン）
- トリフ（キャラクターデザイン、ゲーム自体は発売中止となりコミックボンボンのタイアップ漫画にクレジットされたのみ）
- ダウン・ザ・ワールド（アスキー）（キャラクターデザイン）
- 高橋名人の冒険島シリーズ（ハドソン）（パッケージイラスト、移植版を除きファミコン・ゲームボーイ・スーパーファミコン版のみ）
- MAXIMO、魔界英雄記マキシモ（カプコン）（キャラクターデザイン）
- THE MAGICAL NINJA 児雷也見参！（カプコン）（キャラクターデザイン、大都技研から発売されていた、パチスロの『ザ・マジカルニンジャ児雷也』のキャラクターを使った、3DアクションゲームとしてPS2で発売予定されていたが、発売中止となった）
- ベストプレープロ野球シリーズ（アスキー）（パッケージイラスト、ファミコン版のみ）
- ダービースタリオンシリーズ（アスキー）（パッケージイラスト、ファミコン・スーパーファミコン版、Nintendo Switch版のみ）
- モータートゥーン・グランプリ（SCE）（キャラクターデザイン、パッケージイラスト）
- 多湖輝の頭の体操シリーズ（レベルファイブ）

### CDジャケット
- TREASURES（山下達郎）
- 迷宮の楽園（中西圭三）
- White Love（SPEED）

### その他
- PC-8801MC
- 動物占い（キャラクターデザイン）
- キャメロットII（大都技研、パチスロのパネルデザイン）
- ザ・マジカルニンジャ児雷也（大都技研、パチスロのキャラクターデザイン。カプコンからPS2でキャラクターを使った3Dアクションゲームも開発されたがTVゲームは発売キャンセル）
- リチャードホール（DVDカバーデザイン）
- ABUNAI SISTERS（イラスト原案。叶姉妹をそのままモデルとしたスパイアクションアニメ）

## 関連人物
ススム・マツシタ・エンタープライズ所属
- 三浦健司
- 奥出継久